# Avala-toren

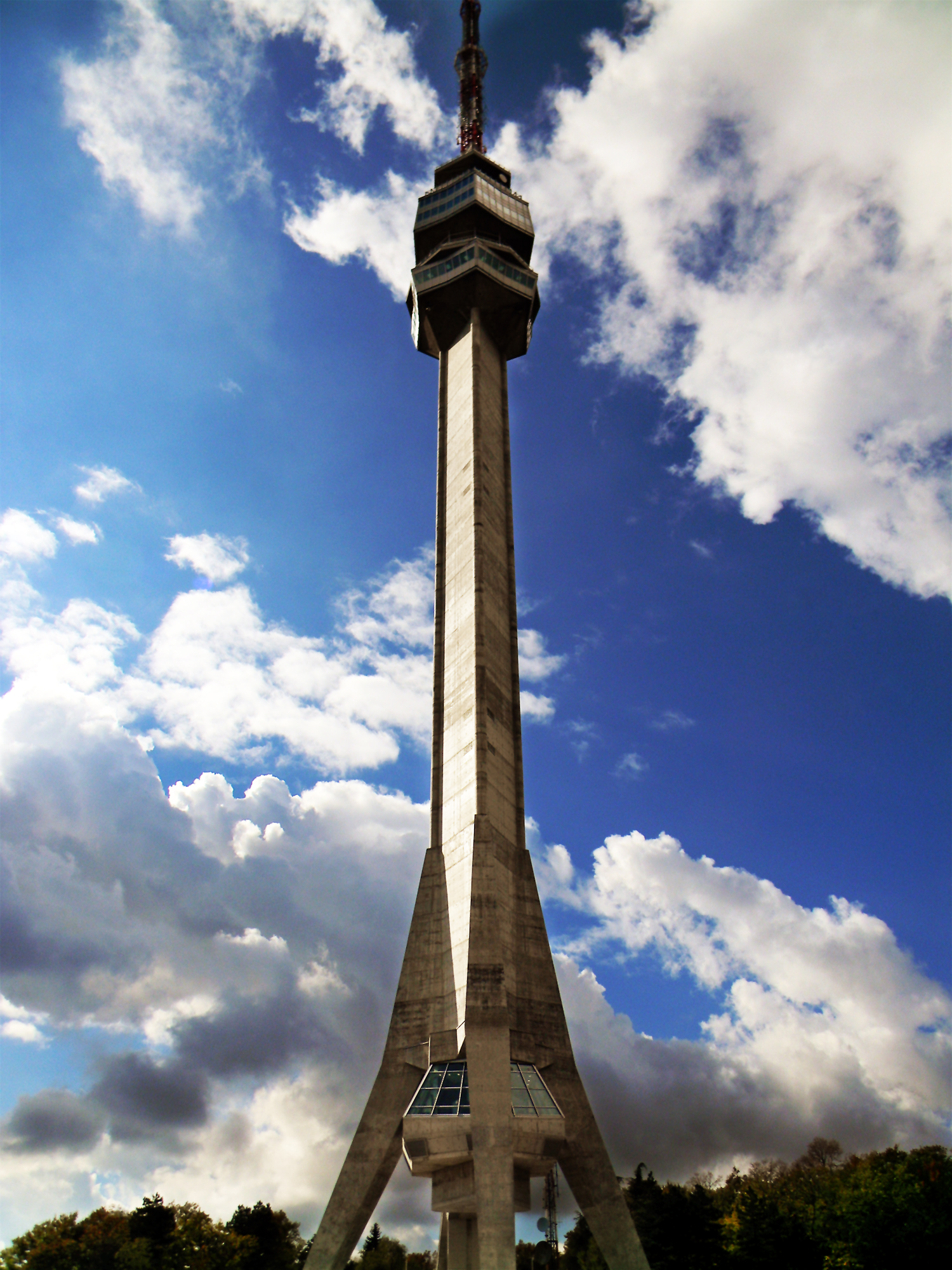

De Avala-toren is een 204,68 m hoge telecommunicatietoren op de berg Avala, in Belgrado, Servië. De oorspronkelijke toren werd voltooid in 1965, maar werd op 29 april 1999 verwoest tijdens de NAVO-bombardementen op Joegoslavië. De wederopbouw van de toren begon op 21 december 2006 en werd officieel geopend op 21 april 2010.

## Geschiedenis
De toren is ontworpen door architecten Uglješa Bogunović en Slobodan Janjić, en ingenieur Milan Krstić. De bouw begon op 14 oktober 1961 en werd vier jaar later voltooid, in 1965. De toren woog 4.000 ton. Tussen 102m en 135m was er een ingesloten observatiedek, ingevoerd op 122m en bereikbaar via twee snelle liften. Het was de enige toren ter wereld met een gelijkzijdige driehoek als dwarsdoorsnede, en een van de weinige torens die niet direct in de grond stonden, maar op zijn poten. De poten vormden een driepoot, het symbool van de Servische driepootstoel (tronožac). Het is een van de weinige torens die op die manier worden gebouwd.
De toren werd bekroond door een antenne, die in eerste instantie werd gebruikt voor zwart-wit televisie-uitzendingen. In 1971 werd de antenne vervangen door een nieuwe voor uitzending van kleurentelevisie en op 31 december 1971 begon de uitzending van het tweede kleurenprogramma van TV Belgrado. Ook werd de eerste digitale terrestrische televisie in Servië uitgezonden vanuit de toren.
Het project, dat een hoog risico inhield, werd voltooid zonder verwondingen of doden van werknemers, wat ongebruikelijk was voor een project van deze omvang.

### Verwoesting in 1999
De Avala-toren werd op 29 april 1999 verwoest door een NAVO-bombardement. Eerder was de stroomvoorziening van het station vernield, maar een hoge militaire officier installeerde een back-upgenerator. De bedoeling van het bombardement was om Radio Televizija Srbije (RTS) voor de duur van de oorlog permanent uit de lucht te halen; RTS werd echter uitgezonden op een netwerk van lokale tv-stations die de programmering door heel Servië doorgraven. 
De Avala-toren was een symbool van trots en een beroemde bezienswaardigheid, niet alleen van Belgrado en Servië, maar ook van het voormalige Joegoslavië. De toren was een van de laatste gebouwen die voor het einde van de NAVO-operatie werden vernietigd. De toren werd verwoest door twee lasergestuurde bommen GBU-27 die een poot van de toren raakte, waardoor deze instortte.

### Wederopbouw
Het idee van de wederopbouw van de toren op dezelfde plaats waar hij werd verwoest, kwam van de Journalistenvereniging van Servië in oktober 2002. Begin 2004 deed Radio Televizija Srbije (RTS) mee aan de media-promotie van het project en begon een reeks van fondsenwervende evenementen om geld in te zamelen voor de bouw. Het project werd gesteund en gesteund door tal van media, schilders, schrijvers, acteurs, muzikanten, atleten en zakenmensen. Naar schatting hebben een miljoen mensen, via verschillende activiteiten, het project gesteund. 
Een overeenkomst met betrekking tot de bouw ervan werd ondertekend door Dušan Basara, directeur van de bouwsector van de Ratko Mitrović Company - die verantwoordelijk was voor de bouw van de toren - en algemeen directeur van RTS, Aleksandar Tijanić. Er zijn veel geldinzamelingsacties gehouden om geld in te zamelen, zodat er een nieuwe toren kan worden gebouwd. Een van de eerste was een wedstrijd tussen de Servische grand slam-winnende tennissers Ana Ivanovic en Novak Djokovic. De volledige opbrengst ging naar het Avala Tower-fonds. Ceca Ražnatović (een Servisch volkzanger) geeft een concert gegeven op 15 juni 2006, waarvan de volledige opbrengst naar het Avala Tower-fonds ging. RTS had reclamespotjes voor donaties om de toren te herbouwen. Volgens een rapport van december 2006, toen werd aangekondigd dat de bouw van een nieuwe Avala-toren diezelfde maand zou beginnen, werd meer dan € 1 miljoen verzameld door middel van fondsenwerving en donaties.
Omdat de NAVO projectielen met verarmd uranium gebruikte, voerden de militairen eerst onderzoeken uit om de verontreiniging van het puin te controleren, voordat ze groen licht gaven voor bouwwerkzaamheden. Het opruimen van het terrein begon op 21 juni 2005. Meer dan een miljoen ton puin werd verwijderd. Seismisch onderzoek volgde en de bouwwerkzaamheden begonnen op 21 december 2006. Aanvankelijk werd de voltooiing van de nieuwe toren in augustus 2008 verwacht, maar de bouwwerkzaamheden liepen ernstige vertraging op. De openingsdatum werd verschoven naar 29 april 2009, de tiende verjaardag van de vernietiging. Radio Television Serbia meldde op 23 oktober 2009 dat de toren was voltooid.
De herbouwde toren werd geopend op 21 april 2010 en is met 204,68 m, 2 m hoger dan de gesloopte. De gebruikte materialen zijn 5.880 ton beton en 500 ton wapeningsstaven. De hoogte van het gedeelte van gewapend beton is 136,65 meter, terwijl de stalen antenneconstructie en de antenne zelf 68 meter hoog zijn.